# Catapsephis melanostigma
Catapsephis melanostigma là một loài bướm đêm trong họ Crambidae.